# Villa Tasca
Villa Tasca è la diciannovesima unità di primo livello di Palermo.
È situata nella zona sud-occidentale della città; fa parte della IV Circoscrizione.
Prende il nome dalla famosa villa Camastra dei conti Mastrogiovanni Tasca d'Almerita, dal giardino romantico con il laghetto e il tempietto circolare opera di Francesco Paolo Palazzotto. Tra gli esponenti della famiglia spiccava il noto Giuseppe Tasca Lanza.